# NGC 408
NGC 408 là một ngôi sao nằm trong chòm sao Song Ngư. Nó được phát hiện vào ngày 22 tháng 10 năm 1867 bởi Herman Schultz. Nó được Dreyer mô tả là "rất mờ nhạt, rất nhỏ, (WH) II 220 tám giây thời gian về phía đông.", WH II 220 là NGC 410.